# Retícula regular

Ejemplo de una retícula regular

Una retícula regular (también denominada coloquialmente cuadrícula regular) es un teselado del espacio euclídeo n-dimensional por congruencia de paralelotopos (como por ejemplo, la disposición de un bloque de ladrillos). Las retículas de este tipo aparecen en el papel milimetrado y se pueden usar con el método de los elementos finitos, el método de volumen finito, el método de las diferencias finitas y, en general, para la discretización de espacios parametrizables. Dado que las derivadas de las variables de campo se pueden expresar convenientemente como diferencias finitas, las cuadrículas estructuradas aparecen principalmente en los métodos de diferencias finitas. Las retículas no estructuradas ofrecen más flexibilidad que las cuadrículas estructuradas y, por lo tanto, son muy útiles en los métodos de elementos finitos y volúmenes finitos.
Cada celda de la cuadrícula se puede direccionar por los índices (i, j) en dos dimensión o (i, j, k) en tres dimensiones, y cada vértice tiene unas coordenadas {\displaystyle (i\cdot dx,j\cdot dy)} en 2D o {\displaystyle (i\cdot dx,j\cdot dy,k\cdot dz)} en 3D para algunos números reales dx, dy y dz que representan el espaciado de la cuadrícula.

## Retículas relacionadas
Una cuadrícula cartesiana es un caso especial donde los elementos son cuadrados unitarios o cubos unitarios y los vértices son puntos en la retícula entera.
Una cuadrícula rectilínea es un teselado de rectángulos o de cuboides rectangulares (también conocidos como paralelepípedos rectangulares) que no son, en general, todos congruentes entre sí. Las celdas aún pueden estar indexadas por números enteros como se indicó anteriormente, pero la correspondencia de los índices con las coordenadas de los vértices es menos uniforme que en una cuadrícula regular. Un ejemplo de una cuadrícula rectilínea que no es regular aparece en el papel logarítmico.
Una cuadrícula sesgada es una teselación de paralelogramos o paralelepípedos. Si las longitudes unitarias son todas iguales, es una teselación de rombos.
Una cuadrícula curvilínea o cuadrícula estructurada es una cuadrícula con la misma estructura combinatoria que una cuadrícula regular, en la que las celdas son cuadriláteros o en general cuboides, en lugar de rectángulos o cuboides rectangulares.
|                           |
| Cuadrícula cartesiana 3-D |

|                           |
| Cuadrícula rectilínea 3-D |

|                           |
| Cuadrícula curvilinea 2-D |

|                                                                     |
| Combinación no curvilínea de diferentes cuadrículas curvilíneas 2-D |

|                         |
| Retícula triangular 2-D |